# The Smashing Machine (2025)
The Smashing Machine ist ein Sportdrama von Benny Safdie. Die Filmbiografie erzählt die Geschichte des US-amerikanischen Ringers und Mixed-Martial-Arts-Kämpfers und UFC-Champions Mark Kerr, der mit seiner Drogenabhängigkeit und dem Drang nach sportlichen Erfolgen kämpft. Im Film wird er von Dwayne Johnson gespielt. The Smashing Machine soll Anfang September 2025 bei den Internationalen Filmfestspielen von Venedig seine Premiere feiern, wo er im Hauptwettbewerb um den Goldenen Löwen gezeigt wird.
Im September 2025 soll er beim Toronto International Film Festival gezeigt werden und Anfang Oktober 2025 in die US-amerikanischen und deutschen Kinos kommen.

## Biografisches
Der Mixed-Martial-Arts- und UFC-Champion Mark Kerr begann im Alter von 15 Jahren an der High School mit dem Ringen. In seiner High-School-Zeit wurde er zweimal Jugendmeister von Ohio im Freistil. Daneben war er Angehöriger des Ringerclubs Toledo Waits und später des Foxcatcher Wrestling Clubs. Trainiert wurde er dabei von Ed Carlin. In den 1990er Jahren nahm Kerr an UFC-, Pride- und anderen MMA-Turnieren teil. Er hatte einen enorm kräftigen Körperbau und wurde daher des Missbrauchs von Steroiden beschuldigt. Im Jahr 2002 wurde ein Dokumentarfilm mit dem Titel The Smashing Machine über Kerr veröffentlicht, der ihn im Training und bei seinen Wettkämpfen zeigt, aber auch die Beziehung zu seiner damaligen Freundin beleuchtet.

## Produktion

### Filmstab, Besetzung und Stunts
Regie führte Benny Safdie. Es handelt sich dabei um sein Solo-Regiedebüt. Er schrieb auch das Drehbuch für The Smashing Machine. Mit seinem Bruder Josh wurde er in der Vergangenheit mit Filmen wie Good Time von 2017 und Der schwarze Diamant von 2019 bekannt. Safdie übernahm bei The Smashing Machine auch den Filmschnitt.
Dwayne Johnson spielt in der Hauptrolle den Ringer und Mixed-Martial-Arts-Kämpfer Mark Kerr. Gemeinsam mit dem Regisseur Eli Bush, Dany Garcia, Hiram Garcia und David Koplan tritt Johnson auch als Produzent des Films in Erscheinung. Mit Emily Blunt, die Kerrs Ehefrau Dawn Staples spielt, stand der Regisseur in Christopher Nolans Oppenheimer Historiendrama noch selbst gemeinsam vor der Kamera und spielte in dem Film Edward Teller. Mit Johnson hatte Blunt für Jungle Cruise vor der Kamera gestanden. Schwergewichts-Boxweltmeister Oleksandr Ussyk ist in der Rolle von Kerrs ukrainischem Gegner Igor Vovchanchyn zu sehen und gibt damit sein Schauspieldebüt. Der niederländische Mixed-Martial-Arts-Kämpfer Bas Rutten, der Mark Kerr in einigen seiner Kämpfe bei PRIDE in den frühen 2000ern tatsächlich betreut hat, spielt im Film sich selbst. Er war 2003 bereits in der Dokumentation The Smashing Machine: The Life and Times of Extreme Fighter Mark Kerr als Trainer zu sehen. Paul Cheng spielt den japanischen Mixed-Martial-Arts-Kämpfer Masaaki Satake. Ryan Bader spielt Mark Coleman, einen engen Freund von Kerr. Der Mixed-Martial-Arts-Champion selbst ist im Film in einem Cameo-Auftritt zu sehen. Das Casting übernahm Jennifer Venditti.
Stuntkoordinatoren waren Greg Rementer und sein Team, die bereits für mehrere Avenger-Filme, Black Panther und Bad Boys: Ride or Die tätig waren.

### Dreharbeiten, Szenenbild und Filmmusik
Die Dreharbeiten fanden von Mai bis Anfang August 2024 im kanadischen Vancouver, in Albuquerque im US-Bundesstaat New Mexico und in der japanischen Hauptstadt Tokio statt. Das   Pacific Coliseum in Vancouver diente dabei dem Tokyo Dome als Kulisse. Als Kameramann fungierte Maceo Bishop, der mit Safdie bereits für die Fernsehserie The Curse zusammenarbeitete und The Smashing Machine auf 16-mm-Film drehte. Das Szenenbild entwarf James Chinlund, bekannt für seine Arbeit an den Planet-der-Affen-Neuverfilmungen, König der Löwen und The Batman.
Die Filmmusik komponierte die belgische Jazzmusikerin Nala Sinephro.

### Marketing und Veröffentlichung
Der erste Trailer wurde Ende April 2025 vorgestellt. Mitte Juni 2025 folgte ein erster deutscher Trailer. Die Premiere des Films ist am 1. September 2025 bei den Internationalen Filmfestspielen von Venedig geplant, wo er im Hauptwettbewerb um den Goldenen Löwen gezeigt wird. Im September 2025 wird er beim Toronto International Film Festival vorgestellt. Im September, Oktober 2025 wird er beim Zurich Film Festival vorgestellt. Der Kinostart in Deutschland ist am 2. Oktober 2025 geplant. Am darauffolgenden Tag soll der Film in die US-Kinos kommen. Dort erhielt der Film ein R-Rating, was einer Freigabe ab 17 Jahren entspricht.

## Auszeichnungen
Internationale Filmfestspiele von Venedig 2025
- Nominierung für den Goldenen Löwen